# 乙锡烷
乙锡烷是一种无机化合物，化学式为Sn2H6，它可由硼氢化钾还原亚锡酸盐制得。甲锡烷在147 nm的紫外线下光解，除了锡和氢外，也会生成少量的乙锡烷。它不稳定，在室温分解为锡和氢气：
Sn2H6 → 2 Sn + 3H2

## 拓展阅读
- Aaserud, D. J.; Lampe, F. W. . The Journal of Physical Chemistry A (American Chemical Society (ACS)). 1997-05-01, 101 (22): 4114–4116. ISSN 1089-5639. doi:10.1021/jp970557+.